# Lucien Tharradin
Lucien Tharradin, né le 7 janvier 1904 à Villafans (Haute-Saône) et mort le 2 septembre 1957 à Montbéliard (Doubs), est un homme politique français. Il est un des premiers à avoir forgé le socle de la réconciliation franco-allemande après la Seconde Guerre mondiale.

## Biographie

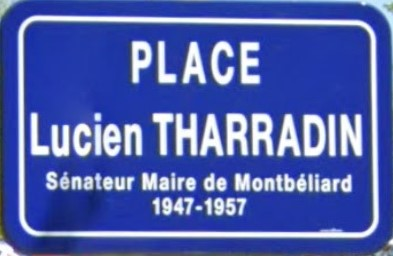
Place de Montbéliard

Lucien Tharradin naît dans une modeste famille comtoise, son père est garde de l'administration des Eaux et Forêts. Devenue veuve, sa mère, ayant une nombreuse famille à élever, occupe un poste de garde-barrière. Brillant élève, le jeune Lucien obtient une bourse qui lui permet de poursuivre ses études secondaires comme interne au collège de Lure. Il est reçu à ses baccalauréats de sciences et mathématiques et souhaite se destiner à l'enseignement.
Au printemps 1924, il effectue son service militaire et intègre le peloton E.O.R de Saint-Cyr. Il est rendu à la vie civile avec le grade de sous-lieutenant. Il est nommé surveillant général du collège Cuvier de Montbéliard, puis en octobre 1938 puis sous-directeur de l’école d’apprentissage Peugeot. Il occupera ce poste jusqu'en 1948.
Capitaine, il est mobilisé le 10 septembre 1938. À la tête d'une compagnie de chasseurs de la division du général de Lattre de Tassigny. Il est fait prisonnier le 15 juin 1940. Il est incarcéré en Poméranie à l'Oflag II. Il y restera trois ans et sera libéré en mars 1942, sur une demande des usines Peugeot.
Il rejoint Organisation civile et militaire (OCM), où il reçoit l'ordre de monter un réseau de sabotage au profit de Buckmaster César, réseau anglais qui venait de parachuter de Londres le capitaine Harry Rée. Il entre dans la Résistance. Tharradin organise une zone de parachutage dans la région de Villersexel, d'où sa femme Georgette est originaire, et prend la tête du groupe de résistants  qui sabotent les productions des usines Peugeot pour éviter de nouveaux bombardements meurtriers sur Montbéliard et sur Sochaux.
Il est arrêté dans la nuit du 26 octobre 1943. Il est tout d'abord interrogé à la prison de la Butte de Besançon, où il est détenu pendant 75 jours, puis transféré à Compiègne où il restera deux semaines. Enfin déporté à Buchenwald le 22 janvier 1944, il sera libéré le 11 avril 1945 par la 7e Armée américaine.
Gaulliste, il est élu maire de Montbéliard le 26 octobre 1947, poste qu'il occupera pendant 10 ans. L’année suivante, le 7 novembre 1948, il devient sénateur du Doubs. Il est réélu maire le 19 avril 1953 et sénateur le 19 juin 1955. En 1951, il sera vice-président de la commission du travail et sera le rapporteur du projet de loi sur l'extension de la protection sociale au bénéfice des veuves et orphelins de guerre ainsi qu'aux grands invalides de guerre.
Il est nommé secrétaire du Conseil de la République les 8 janvier 1952, 5 juin 1952 et 13 janvier 1953,,.
Au service de sa ville pendant dix ans, il s'imposera un travail écrasant pour ne pas se laisser gagner par le souvenir des camps. Il entreprendra pour Montbéliard un vaste et ambitieux programme d'aménagement. Pour illustrer ses réalisations on peut citer : le quartier de la Chiffogne, les appartements du Mont-Christ, la construction d’écoles et du lycée Viette, l'agrandissement du lycée Cuvier, la construction du passage sous rails avenue d’Helvétie et la gare routière.
Il est enterré au cimetière d'Athesans-Étroitefontaine.

### L'homme des jumelages franco-allemand
Pour ne pas laisser aux seuls dirigeants des états la responsabilité d'entretenir des liens entre les peuples, Lucien Tharradin souhaite en 1950 créer des comités de jumelage franco-allemands.
Pendant un congrès, qui rassemblait notamment des maires français et allemands à Stuttgart, Lucien Tharradin fit la connaissance du docteur Elmar Doch, bourgmestre de Ludwigsbourg, de l'estime et de la sympathie que se portèrent les deux hommes naquit une idée qui fit de la ville de Montbéliard la première ville française à jeter les bases d'un jumelage franco-allemand avec Ludwigsbourg dans le Bade-Wurtemberg. Officialisé en 1962, un an avant la signature du traité de coopération franco-allemand et cinq ans après le décès de Lucien Tharradin, ce jumelage garde une valeur de symbole.

## Distinctions
Le sénateur-maire Lucien Tharradin, lieutenant-colonel de réserve était : chevalier de la Légion d'honneur, croix de guerre 1939-1945 avec étoile d'argent, titulaire de la médaille de la Résistance française, croix du combattant volontaire de la Résistance.
Le roi George VI lui décernera les palmes britanniques.

## Hommage

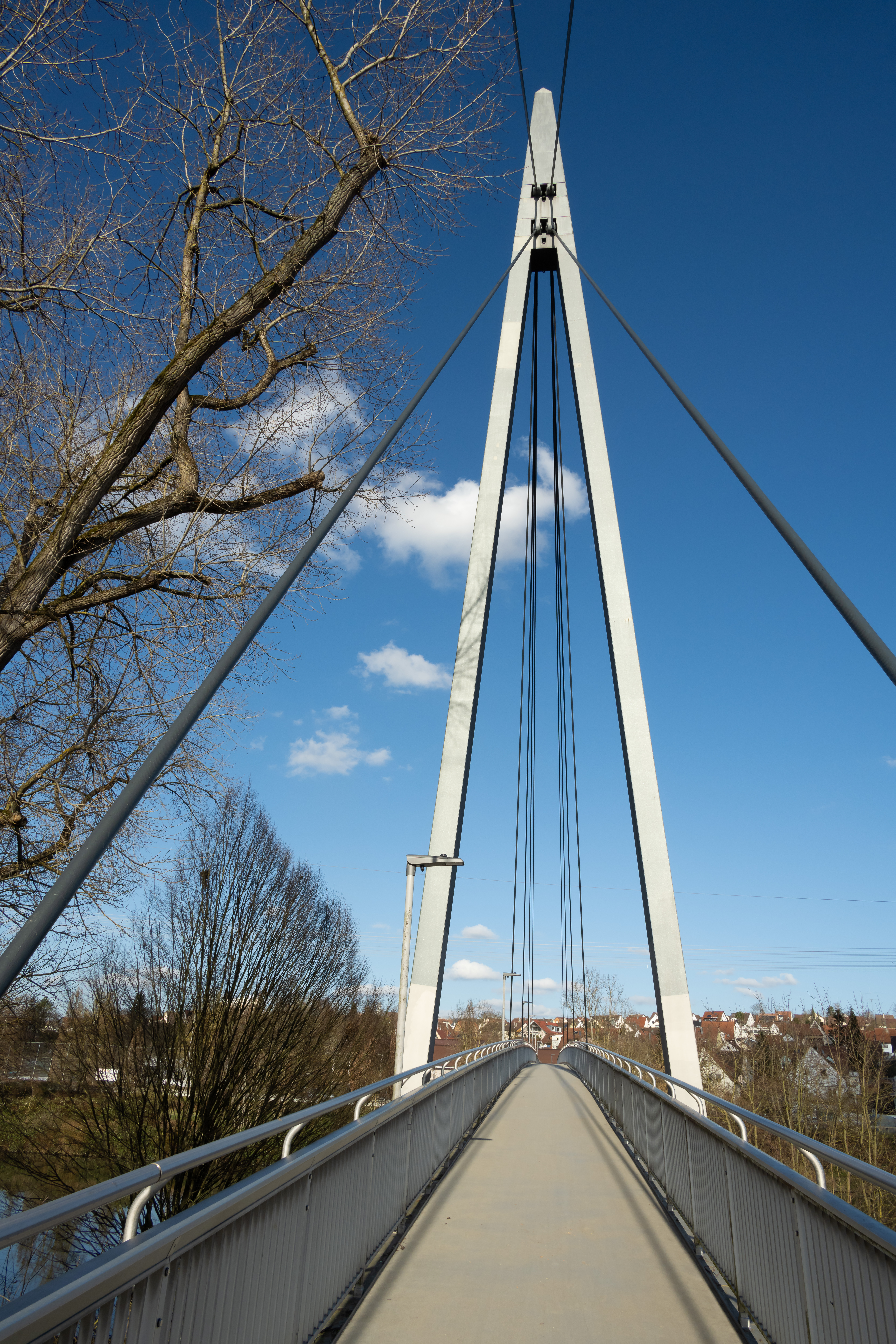
Lucien-Tharradin-Brücke

- Une place de Montbéliard[16] et un pont de Ludwigsbourg portent son nom.
- Ludwigsburg et Montbeliard instaurent en novembre 2018 le Prix Lucien Tharradin[17] pour valoriser l'engagement citoyen des jeunes pour la paix[18].

## Sources
- Un ami de Montbéliard, 1958, 70 p.
- L'Est républicain, 3 septembre 1967, p. 3, Xe anniversaire de la mort de Lucien Tharradin sénateur-maire de Montbéliard.
- La Croix, Villes jumelées, piliers de l’amitié franco-allemande, Malo Tresca, 27 mai 2016.